# Hairspray (filme de 1988)
Hairspray (bra: Hairspray - E Éramos Todos Jovens; prt: Laca) é um filme estadunidense de 1988, do gênero comédia dramático-musical, escrito e dirigido por John Waters.

## Sinopse
Em 1962, o sonho de todos os adolescentes da época, em Baltimore, era aparecer no The Corny Collins Show, um famoso programa de dança da televisão. Tracy Turnblad é uma jovem que adora dançar e ela impressiona os juízes do programa e acaba ganhando um espaço na atração. O seu sucesso acaba ameaçando a hegemonia de Amber Von Tussle, e a disputa entre elas torna-se mais acirrada quando as duas jovens se interessam pelo mesmo rapaz, Link Lark.